# Сили оборони Естонії
Сили оборони Естонії (ест. Eesti kaitsejõud) — сукупність структур і організацій, що відповідають за оборону і безпеку Естонія Республіки.
Відповідно до Закону Естонської Республіки про захист держави Сили оборони включають в себе:
- Армія оборони Естонії (ест. Eesti Kaitsevägi)
- Союз оборони Естонії (ест. Eesti Kaitseliit)

Згідно із законодавством Естонської Республіки у воєнний час до складу Сил оборони входять також воєнізовані підрозділи Департаменту поліції і прикордонної охорони, що знаходяться в мирний час в підпорядкуванні Міністерства внутрішніх справ Естонії.
Діяльність Сил оборони Естонії координує і планує Головний штаб Армії оборони (ест. Kaitseväe Peastaap).